# James W. Nichol
James W. Nichol (* 1940 in Kanada) ist ein kanadischer Dramatiker und Autor. Momentan lebt er in Stratford, Ontario.
Nachdem er sich in seinem Heimatland zunächst als Dramatiker einen Namen gemacht hatte, veröffentlichte er 2003 seinen ersten Roman Midnight Cab (dt. Ausgesetzt), der auf einem erfolgreichen Hörspiel des kanadischen Rundfunks basiert. James W. Nichol wurde dafür 2003 von den Crime Writers of Canada (CWC) mit dem Arthur Ellis Award – Best First Novel ausgezeichnet und für den Gold Dagger der britischen Crime Writers’ Association nominiert.

## Werke
Dramen
- In memoriam (1962)
- Sweet home sweet (1967)
- Feast of the Dead (1967)
- The partnership (1970)
- Tub (1972)
- The house on Chestnut Street (1972)
- The book of Solomon Spring (1972)
- Sainte-Marie among the Hurons (1974)
- Sainte – Prisons (1977)
- Gwendoline (1978)
- Child (1979)
- The Murder at Blenheim Swamp (1980)
- Relative Delusions (1982)
- Sonny (1982)
- Relative strangers (1983)
- And when I Wake (1983)
- The three true loves of Jasmine Hoover (1986)
- The Reluctant Saint (1988)
- The stone angel (2002)

Romane
- Midnight Cab (2003)

→ dt. Ausgesetzt. Knaur Taschenbuch Verlag, München 2005, ISBN 3-426-62828-7
- Transgression (2008)

→ dt. Verachtet. Goldmann, München 2007, ISBN 978-3-442-46418-0
- Death Spiral (2009)